# ثاني بن أحمد الزيودي
ثاني بن أحمد الزيودي، سياسي إماراتي، يشغل منصب وزير الدولة للتجارة الخارجية في الإمارات العربية المتحدة. شغل سابقًا منصب وزير التغير المناخي والبيئة من 10 فبراير 2016 حتى 5 يوليو 2020.

## حياته
حصل على درجة الدكتوراه في إدارة المشاريع والبرامج من كلية سكيما للأعمال، ودرجة الماجستير في إدارة المشاريع من الجامعة البريطانية في دبي، ودرجة الماجستير في إدارة الأعمال من معهد نيويورك للتكنولوجيا ودرجة البكالوريوس في هندسة البترول من جامعة تلسا.